# Teucholabis lugubris
Teucholabis lugubris är en tvåvingeart som beskrevs av Alexander 1914. Teucholabis lugubris ingår i släktet Teucholabis och familjen småharkrankar. Inga underarter finns listade i Catalogue of Life.